# دولانقير
دولانقير هي قرية في مقاطعة شاهين دج، إيران. يقدر عدد سكانها بـ 67 نسمة بحسب إحصاء 2016.